# هسلاندونة طارئة
الهسلاندونة الطارئة (الاسم العلمي:†Hesslandona necopina) هي نوع منقرض من الحيوانات تتبع جنس الهسلاندونة من فصيلة الهسلاندونات.